# Эндотелий роговицы
Эндотелий роговицы, задний эпителий роговицы — монослой специализированных плоских клеток, выстилающих заднюю поверхность роговицы и входящих в соприкосновение с содержимым передней камеры глаза. Гексагональные клетки эндотелия содержат повышенное количество митохондрий и осуществляют транспорт жидкости и растворенных веществ, поддерживая роговицу в слабо дегидрированном состоянии, необходимом для её прозрачности. Площадь клеток примерно одинакова; при значительном разбросе их размера говорят о наличии полимегетизма.

## Заболевания и повреждения
- Эндотелиальная дистрофия Фукса
- X-связанная эндотелиальная дистрофия роговицы
- Задняя полиморфная дистрофия роговицы
- Врожденная Наследственная Эндотелиальная Дистрофия 1 (CHED1)

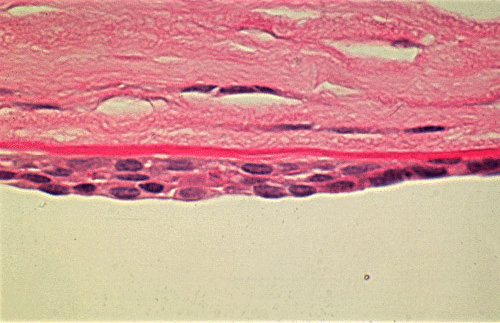
Задняя полиморфная дистрофия роговицы: преобразование эндотелия (под десцеметовой мембраной, выделенной ярко-красным) в слоистый чешуйчатый эпителий. Из обзора Klintworth, 2009.

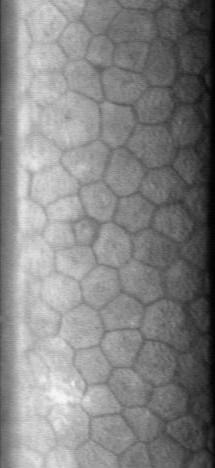
Изображение гексагональных клеток эндотелия роговицы при световой микроскопии в отражённом свете

- Врожденная Наследственная Эндотелиальная Дистрофия 2 (CHED2)